# Szénavár
Szénavár (1891-ig Szenográd, szlovákul: Senohrad) község Szlovákiában, a Besztercebányai kerületben, a Korponai járásban.

## Fekvése
Korponától 15 km-re keletre, 592 m magasan fekszik.

## Nevének eredete
Neve a hangzása ellenére nem várnévből ered, hanem a szláv senorog (= szénazug) névösszetételből.

## Története
1135-ben "Zenerag" néven említik először. Eredetileg királyi birtok, melyet Kálmán király 1116 előtt Zalard fia Mihálynak adományozott. Később a család 1 ekével és 1 családdal a bozóki premontrei apátságnak ajándékozta. 1779-ben a faluban nagy tűzvész pusztított, melyben csaknem az egész falu leégett. Lakói híres csipkeverők és hímzők voltak. A falunak egykor ásványvize is volt, melyet a falu fuvarosai – a visszaemlékezések szerint – Nagyszombatig szállítottak és árultak.
Vályi András szerint "SZENNOGRÁD. Szennohrád. Tót falu Hont Várm. földes Ura a’ Tudom. Kintstár, lakosai katolikusok, fekszik Bozókhoz 1 3/4 mértföldnyire, ’s a’ Bozóki Uradalomhoz tartozik; határja középszerű, legelője, fája elég van."
Fényes Elek szerint "Szenográd, tót falu, Honth vmegyében, Zólyom vmegye szélén, 1131 kath., 4 evang. lak. Kath. paroch. templom. Határa nagy kiterjedésü, de hegyes, kősziklás. Erdeje roppant. Legelője elég, s rajta sok juh legel. Van egy vendégfogadója és több vizimalma. F. u. a bozóki uradalom. Ut. p. Selmecz."
Hont vármegye monográfiája szerint "Szénavár, azelőtt Szenográd, a zólyomi határnál, a Litva patak eredeténél, magas fensíkon fekvő tót kisközség, 163 házzal és 1254 róm. kath. vallású lakossal; vasúti állomása és távirója Korpona, postája helyben van. Körjegyzőségi székhely. Legrégibb okleveles adatok szerint, Kálmán király itt birtokot adott bizonyos Szalárd nevű nemesnek, a ki két ekényi földet és egy jobbágy-családot Mihály nevű fiának adományozott; Mihály e birtokrészt az anyjának adta, a ki viszont a bozóki prémontrei zárdának ajándékozta azt. A bozóki prépostságnak 1135-ben megerősített adományai között Zenarag alakban szerepel a község neve. Később a bozóki egyházi rend megszerezte az egész községet, melyet a mohácsi vészig meg is tartott, mígnem Balassa Zsigmond elhódította és az őr révén a Fánchyak lettek az urai, kik után egyideig a jezsuiták jutottak a birtokba. Szénavár községnek is szerepe volt abban a két századon át húzódott pörben, melyet az egyház a bozóki uradalom visszaszerzéseért indított; a pör végeztével a birtok egy részét az esztergomi papnevelő, másik részét az egyetemi alap nyerte el, a mult század elején azonban az egész jószágot a papnevelő szerezte meg és ma is azé. A falu szép temploma, az ú. n. Sion-hegyen, 1768-ban épült. E templomon kívül kisebb kápolna is van a faluban; ezt 1748-ban építették."
A trianoni békeszerződésig Hont vármegye Korponai járásához tartozott.

## Népessége
| Év:            | 1994. | 2004.   | 2014.   | 2024.   |
| -------------- | ----- | ------- | ------- | ------- |
| Emberek száma: | 719   | 779     | 785     | 713     |
| Eltérés:       |       | +8,34 % | +0,77 % | -9,17 % |

| Év:            | 2023. | 2024.   |
| -------------- | ----- | ------- |
| Emberek száma: | 716   | 713     |
| Eltérés:       |       | -0,41 % |

1910-ben 1296, túlnyomórészt szlovák anyanyelvű lakosa volt.
2001-ben 759 lakosából 729 szlovák volt.
2011-ben 772 lakosából 737 szlovák volt.

## Neves személyek
- Itt született Dianovszki János katolikus pap.
- Itt volt plébános Andrej Kmeť botanikus, régész, etnográfus.
- Itt az iskolában tanított Jozef Cíger-Hronský szlovák író.
- A falu nevezetes emberei még Štefan Popálený a helyi régészeti emlékek gyűjtője és Juraj Zábojník egyházi költő.
- Itt szolgált Laukó Mihály (1832-1898) római katolikus plébános.
- Itt szolgált Viszolajszky Károly (1843–1929) plébános, egyházi író.
- Itt született 1817-ben Kamaszy Mátyás besztercebányai kanonok.

## Nevezetességei
- A falu népművészete rendkívül gazdag. A szlovákiai csipkeverés és hímzés egyik legnagyobb központja, szép népviselettel, fejlett háziiparral, gazdag néprajzi gyűjteménnyel.
- A faluban a népi építészet 19. századi fennmaradt alkotásai láthatók: kőkeretes ablakú, nyitott kéményű házakkal, magtárakkal, pajtákkal.
- Szent Imre tiszteletére szentelt, római katolikus temploma 1768-ban épült. Keresztelőkútja a 15. századból származik.
- A falu közepén egy 1748-ban épített barokk-klasszicista kápolna is áll, benne 15. századi késő gótikus madonnaszoborral.
- A faluban két forrás, a Královka és a Belovka is ered, ahol a hagyomány szerint IV. Béla király a tatárok elől menekülve megpihent és vízükből ivott.
- A falu határa a foltos szalamandra élőhelye.

## Külső hivatkozások
- Községinfó
- Szénavár Szlovákia térképén
- Regionhont.sk
- E-obce.sk Archiválva 2008. szeptember 16-i dátummal a Wayback Machine-ben